# Le Trip à trois
Pour plus de détails, voir Fiche technique et Distribution.
Le Trip à trois est un film québécois réalisé par Nicolas Monette, qui est sorti en 2017.

## Synopsis
Estelle, femme dans la trentaine, réalise que sa vie rangée avec son conjoint et sa fille manque de piquant. Découvrant que la crise est d'ordre sexuel, et encouragée par ses amies à se sortir de cette situation existentielle, elle décide de faire un trip à trois. Elle cherchera alors, avec son conjoint, à trouver la personne qui comblera le trio.

## Fiche technique
Sources : IMDb et Films du Québec
- Titre original : Le Trip à trois
- Réalisation : Nicolas Monette
- Scénario : Benoît Pelletier
- Musique : Frédéric Bégin
- Direction artistique : Hugues Letellier
- Costumes : Julie-Anne Tremblay
- Photographie : Tobie Marier Robitaille (en)
- Son : Arnaud Derimay, Pierre-Jules Audet, Gavin Fernandes
- Montage : Jean-François Bergeron
- Production : Guillaume Lespérance et André Dupuy
- Société de production : A Média, Amalga
- Société de distribution : Les Films Séville (Canada)
- Budget : 6 millions de dollars
- Pays de production :  Québec,  Canada
- Langue originale : français
- Format : couleur
- Genre : Comédie
- Durée : 91 minutes
- Dates de sortie :
  - Canada : 4 décembre 2017 (première)
  - Canada : 20 décembre 2017 (en salle)
  - Pologne : 1er juin 2018
  - Colombie : 30 août 2018
- Classification :
  - Québec : 13 ans et plus (Langage vulgaire)[2]

## Distribution

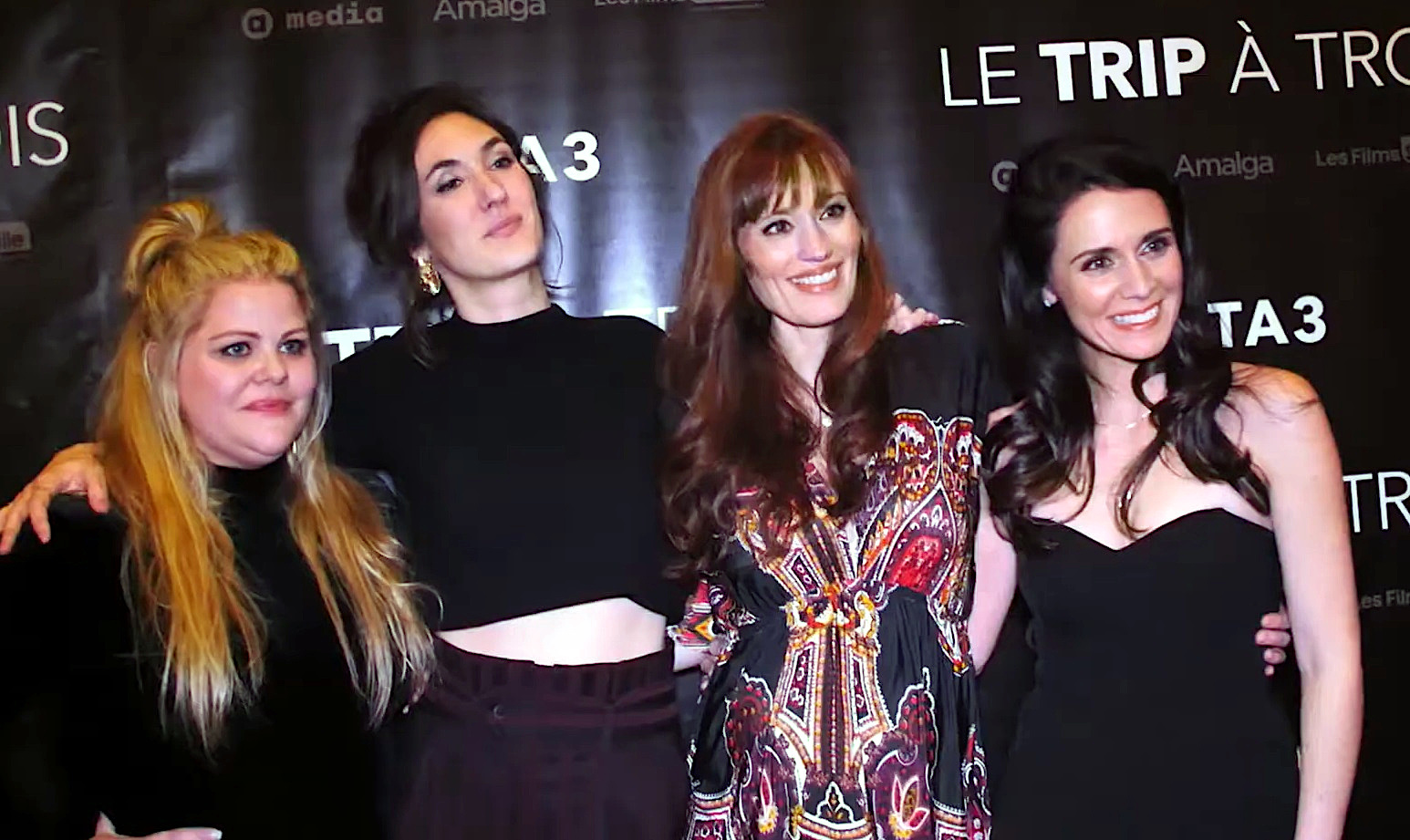
La première du film Le Trip à trois (Geneviève Schmidt, Karine Gonthier-Hyndman, Bénédicte Décary, et Mélissa Désormeaux-Poulin)

- Mélissa Désormeaux-Poulin : Estelle Legrand
- Martin Matte : Simon Monette
- Bénédicte Décary : Marie-Josée
- Geneviève Schmidt : Myriam
- Anne-Élisabeth Bossé : Émilie
- Karine Gonthier-Hyndman : Corine Boulay
- Romane Martins : Lily Legrand
- Julianne Côté : Charlyne
- Igor Ovadis : Darius Polakova
- Catherine Bérubé : Alexe L'Espérance
- Rémi-Pierre Paquin : Mathieu Letellier
- Mylène Mackay : Delphine
- Martin Laroche : Thomas Barrière
- Pierre Brassard : Michel
- Daniel Parent : Bruno